# سهمیه‌بندی بنزین در ایران
سهمیه‌بندی سوخت در ایران طرحی برای هدف‌مندی مصرف سوخت در کشور بود که از تیر ۱۳۸۶ تا خرداد ۱۳۹۴ اجرا شد. به همین منظور برای تمامی خودروها در ایران کارت هوشمند سوخت صادر گردید و تمامی تلمبه‌های جایگاه‌های سوخت مجهز به دستگاه‌های کارت‌خوان و پین پد شدند. در سوم خرداد ۱۳۹۴، بنزین تک‌نرخی شد و به این ترتیب، سهمیه‌بندی متوقف گردید. با این حال در آبان ماهِ سالِ ۱۳۹۸، مجدداً بنزین سهمیه بندی و دو نرخی شد.

## کارت هوشمند سوخت

قسمت پشتی یک کارت سوخت که در آن مشخصات خودرو ذکر شده است

کارت هوشمند سوخت که بیشتر با عنوان کارت سوخت شناخته می‌شود کارتی است از خانواده کارت‌های هوشمند تماسی که در ایران برای سهمیه‌ بندی سوخت در جایگاه‌های عرضه استفاده می‌گردد. بر روی این کارت‌ها برنامه‌هایی به منظور سهمیه‌ بندی سوخت و همین‌طور پرداخت خرد در جایگاه‌های عرضه سوخت ایران نصب گردیده‌است. از آن‌جایی که تمامی تلمبه‌های جایگاه‌های سوخت در ایران مجهز به دستگاه‌های ترمینال (کارت‌خوان و پین پد) می‌باشد، تمام خودروهایی که در ایران بخواهند در جایگاه‌ها سوخت بزنند می‌بایست از این نوع کارت داشته باشند.
کنترل میزان برداشت برای هر کاربری با توجه به نوع کاربری مشخص شده بر روی کارت و جدول سهمیه‌ای است که از طریق مرکز داده سامانه هوشمند سوخت به جایگاه‌های کشور ارسال می‌گردد. این جدول برای هر نوع کاربری خودرو محدودیت‌ها و میزان سهمیه روزانه یا ماهانه آن را مشخص می‌کند و نرم‌افزار ترمینال با توجه به محدودیت‌های مشخص شده و سوختگیریهای قبلی کارت میزان قابل برداشت سوخت را در هر سوختگیری برای کاربر مشخص می‌نماید.

## سهمیه‌بندی بنزین
با اجرای سهمیه‌بندی سوخت در ایران در دولت احمدی‌نژاد از تیر ماه ۱۳۸۶ هر لیتر بنزین سهمیه‌ای با نرخ ۱۰۰ تومان و بنزین آزاد ۴۰۰ تومان عرضه شد.
مرحله بعدی افزایش قیمت بنزین در ۲۸ آذر ۱۳۸۹ با اجرای هدفمندسازی یارانه‌ها در ایران کلید خورد و هر لیتر بنزین سهمیه‌ای به ۴۰۰ تومان و بنزین آزاد ۷۰۰ تومان افزایش یافت.
افزایش بعدی قیمت بنزین در سال ۱۳۹۳ در دولت تدبیر و امید با اجرای مرحله دوم هدفمندسازی یارانه‌ها در ایران هر لیتر بنزین سهمیه‌ای را به ۷۰۰ تومان و بنزین آزاد ۱۰۰۰ تومان رساند؛ که با تک نرخی شدن بنزین در سال ۱۳۹۴ به قیمت ۱۰۰۰ تومان پرونده بنزین سهمیه‌ای بسته شد.
سهمه‌ بندی بنزین بعد از ۴ سال مجددا در تاریخ ۲۴ آبان ۱۳۹۸ مجدداً آغاز شد و قیمت بنزین سهمیه‌ای از ۱۰۰۰ تومان به ۱۵۰۰ و قیمت بنزین آزاد ۳۰۰۰ تومان اعلام شد و استفاده از کارت سوخت الزامی شد.

### خبر سهمیه‌بندی بنزین و بازداشت‌ها
به دنبال انتشار خبر آغاز سهمیه‌ بندی بنزین در اردیبهشت ۱۳۹۶ رسانه‌ها از بازداشت سخنگوی شرکت ملی پخش و پالایش مواد نفتی ایران، و چند مقام دیگر وزارت نفت خبر دادند. روز ۱۵ اردیبهشت، یک سخنگو از مجلس شورای اسلامی گفت که موضوع سهمیه‌ بندی بنزین «فعلاً متوقف شده‌است.»